# Shi Pei Pu
Shi Pei Pu (xinès: 时佩璞; pinyin: Shí Pèipú; Shandong, 21 de desembre de 1938 — París, 30 de juny de 2009) va ser un cantant d'òpera xinesa de Pequín. Es va convertir en un espia que va obtenir secrets de Bernard Boursicot, un empleat de l'ambaixada francesa, durant una relació sexual de 20 anys en què l'intèrpret el va convèncer de que era una dona. Va afirmar haver tingut un fill que va insistir que havia nascut a través de les seves relacions. La història va ser titular a França quan es van revelar els fets.
L'afer va inspirar l'obra de teatre del nord-americà David Henry Hwang M. Butterfly (1988), que es va produir a Broadway. Va ser adaptada com a pel·lícula de 1993 amb el mateix títol.

## Primers anys de vida
El pare de Shi era professor universitari i la seva mare era professora. Tenia dues germanes que eren significativament més grans que ell. Shi va créixer a Kunming, a la província sud-oest de Yunnan, on va aprendre francès i va assistir a la Universitat de Yunnan, on es va graduar en literatura. Als 17 anys, Shi s'havia convertit en un actor i cantant amb cert reconeixement. Als 20 anys, Shi va escriure obres de teatre sobre la classe treballadora.

## Relació amb Boursicot
Bernard Boursicot va néixer a França i tenia 20 anys quan va aconseguir una feina com a comptable a l'ambaixada francesa a Pequín. la qual es va obrir el 1964 com la primera missió occidental a la Xina des de la Guerra de Corea. Tal com consta al seu diari, Boursicot havia tingut anteriorment relacions sexuals només amb companys de l'escola i volia conèixer una dona i enamorar-se. Va conèixer per primera vegada a Shi, llavors de 26 anys, en una festa de Nadal el desembre de 1964, en la qual l'intèrpret anava vestit d'home. Shi havia estat ensenyant xinès a famílies de treballadors de l'ambaixada. Va dir a Boursicot que era "una cantant d'òpera de Pequín que s'havia vist obligada a viure com un home per satisfer el desig del seu pare de tenir un fill". Els dos van desenvolupar ràpidament una relació sexual, mantinguda en la foscor. D'aquesta manera Shi va convèncer a Boursicot de que estava amb una dona.
Després de ser descobert pel govern xinès, Boursicot va ser pressionat perquè proporcionés documents secrets de la seva correspondència a Pequín de 1969 a 1972 i a Ulan Bator, Mongòlia, de 1977 a 1979. Va agafar més de 500 documents. Quan Boursicot estava estacionat fora de la Xina, veia Shi amb poca freqüència, però van mantenir la seva relació sexual. Més tard, Shi li va mostrar a Boursicot Shi Du Du, un nen de quatre anys que Shi insistia que era el seu fill.
Shi i el seu fill adoptiu van ser portats a París el 1982, després que Boursicot pogués organitzar-los per entrar a França. Boursicot va ser arrestat per les autoritats franceses el 30 de juny de 1983, i Shi va ser arrestat poc després. En custòdia policial, Shi va explicar als metges com havia amagat els seus genitals per convèncer a Boursicot que era una dona. Va dir que Shi Du Du, el seu suposat fill, havia estat comprat a un metge de la província xinesa de Xinjiang. En descobrir la veritat de la seva relació, Boursicot va intentar suïcidar-se tallant-se la gola, però va sobreviure. La divulgació pública de l'afer a llarg termini va fer que Boursicot fos objecte de ridícul generalitzat a França.

## Sentència
Shi i Boursicot van ser considerats culpables d'espionatge el 1986 i condemnats a sis anys de presó. Shi va ser indultat pel president de França François Mitterrand el 10 d'abril de 1987, com a part d'un esforç per calmar les tensions entre França i la Xina pel que es va descriure com un cas "molt ximple" i sense importància. Boursicot va ser indultat l'agost d'aquell any.
L'assumpte va inspirar l'obra de teatre de 1988 M. Butterfly de David Henry Hwang. BD Wong va interpretar Song Liling, una cantant d'òpera xinesa i espia basada en Shi Pei Pu, a la producció original de Broadway de l'obra.

## Últims anys i mort
Després del seu indult, Shi va tornar a actuar com a cantant d'òpera. Es va mostrar reticent a compartir els detalls de la seva relació amb Boursicot, afirmant que "solia fascinar tant homes com dones" i que "no importava el que jo era i el que eren". Shi va parlar amb poca freqüència amb Boursicot durant els anys següents. Però durant els mesos previs a la mort de Shi, li va dir a Boursicot que encara l'estimava.
Es diu que Shi tenia 70 anys quan va morir el 30 de juny de 2009 a París. A Shi li sobreviu el seu fill adoptiu, Shi Du Du, que més tard va tenir tres fills. Notificat en una residència francesa de la mort de Shi, Boursicot va dir: "Va fer tantes coses contra mi per les quals no va tenir cap llàstima, crec que és estúpid jugar un altre joc ara i dir que estic trist. Ara el plat està net. Sóc lliure."